# Матрица Хессенберга
Матрицы Хессенберга — разновидность квадратных матриц, обобщающая треугольные матрицы. Названы в честь немецкого математика Карла Хессенберга.
Верхняя матрица Хессенберга — это квадратная матрица {\displaystyle H\in \mathbb {C} ^{n\times n},} у которой все элементы лежащие ниже первой поддиагонали равны нулю, то есть
{\displaystyle h_{ij}=0\ \forall i>j+1.}
{\displaystyle H={\begin{pmatrix}h_{11}&h_{12}&h_{13}&\cdots &h_{1n}\\h_{21}&h_{22}&h_{23}&\cdots &h_{2n}\\0&h_{32}&h_{33}&\cdots &h_{3n}\\\vdots &\ddots &\ddots &\ddots &\vdots \\0&\cdots &0&h_{nn-1}&h_{nn}\end{pmatrix}}}
Аналогично определяется нижняя матрица Хессенберга, как квадратная матрица, при транспонировании которой получается верхняя матрица Хессенберга:
{\displaystyle H={\begin{pmatrix}h_{11}&h_{12}&0&\cdots &0\\h_{21}&h_{22}&h_{23}&\ddots &\vdots \\h_{31}&h_{32}&h_{33}&\ddots &0\\\vdots &\vdots &\vdots &\ddots &h_{nn-1}\\h_{n1}&h_{n2}&h_{n3}&\cdots &h_{nn}\end{pmatrix}}}
Матрица, являющаяся одновременно и верхней, и нижней матрицами Хессенберга, трёхдиагональна.
Матрицы Хессенберга получаются в методах подпространства Крылова в процессе построения ортогональных базисов, а также в задаче на нахождение собственных значений матрицы QR-методом.